# Machangulo

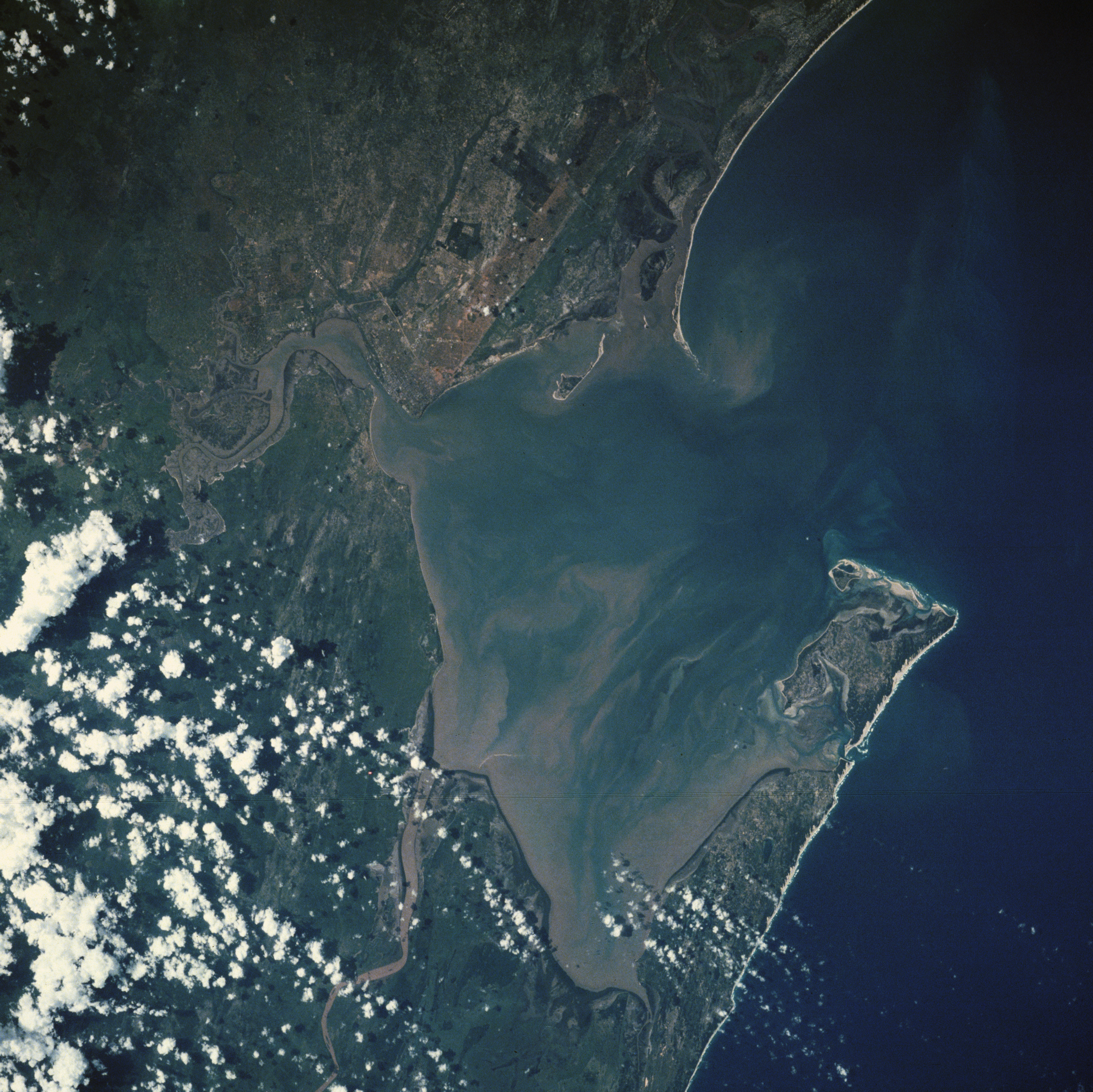
De Maputobaai, met linksonder het schiereiland Machangulo; de kijkrichting is naar het zuidwesten

Machangulo is een schiereiland in het zuiden van Mozambique, in de Maputobaai aan de Indische Oceaan. Ten noorden ligt het eiland Inhaca, en ten zuiden het olifantenreservaat Maputo. Het eiland heeft een oppervlakte van 10 duizend hectare en een kustlijn van circa 20 kilometer. Het telt een twaalftal meren. Het hoogste punt ligt op circa 28 meter; Machangulo kent de hoogste begroeide duinen van Oost-Afrika. Het schiereiland telt circa 3500 inwoners, die Tsonga spreken.
Machangulo maakt deel uit van het Maputo-Machangulocomplex. Voor het gebied zijn beheersmaatregelen voorgesteld, gericht op het bevorderen van duurzame visserij en het verminderen van overbevissing; het stabiliseren van de mangrovebossen; watermanagement; het bevorderen van ecotoerisme; het stabiliseren van de duinen; en afname van de sterfte van bedreigde diersoorten, met name zeeschildpadden. In 1992 plaatsten de Verenigde Naties de hele zuidelijke kuststrook van Mozambique, inclusief Machangulo, op een lijst van de tweehonderd meest bijzondere ecosystemen ter wereld.
Op het eiland wordt sinds enkele jaren een vastgoedproject ontwikkeld, bestaande uit 120 vakantiewoningen, waaronder ruim 60 villa's, en een luxehotel. Van de 120 woningen worden 67 aan het strand gebouwd en 53 langs de meren van het eiland. Ten behoeve van het project wordt een haven aangelegd, en een vliegveld waarvoor duizenden zeldzame palmvarens zijn verplaatst. Voor de plaatselijke bevolking zijn vijf schooltjes gebouwd. Aanvankelijk was de projectontwikkelaar Bluebaydevelopments uit Zuid-Afrika. De Zuid-Afrikaanse bouwer Dave Dahlman zou echter geld van investeerders voor privédoeleinden hebben gebruikt. De bouw wordt nu uitgevoerd door Panorama Investors en het project is ondergebracht in de vennootschap Machangulo SA.
In Nederland is het eiland bekend geworden doordat (toen nog) kroonprins Willem-Alexander er een vakantievilla liet bouwen. Toen de kritiek op het project toenam werd het belang van de kroonprins per 21 juli 2009 ondergebracht in de Stichting Administratiekantoor Machangulo. onder voorzitterschap van Harold Fentener van Vlissingen.